# Green Line (Tàu điện ngầm Dubai)
Green Line (tiếng Ả Rập: الخط الأخضر) là một trong hai tuyến trong mạng lưới tàu điện ngầm Dubai ở Dubai, Các Tiểu vương quốc Ả Rập thống nhất. Nó chạy qua Deira và Bur Dubai, song song với nhánh sông Dubai. Có 20 trạm trong tuyến này, trải dài 22,5 km từ Etisalat đến nhánh sông Dubai.

## Số liệu thống kê
Tuyến Green Line có 20 ga, bao gồm 12 ga trên mặt đất (trên cầu cạn) và 8 ga ngầm. Dài 22,5 km, với 7,9 km dưới lòng đất. Nó được phục vụ bởi 25 tàu không người lái với tốc độ trung bình 110 km/h và dừng 20-30 giây tại mỗi ga. Thử nghiệm chạy bắt đầu vào tháng 10 năm 2010, khánh thành vào ngày 9 tháng 9 năm 2011 và mở cửa cho công chúng vào ngày hôm sau. Hai trạm cuối cùng (Jaddaf và tại nhánh sông Dubai) được khai trương vào ngày 1 tháng 3 năm 2014.
Green Line ban đầu dài 17,6 km khi mở cửa, tuy nhiên sau khi mở rộng từ Dubai Healthcare City đến nhánh sông Dubai, chiều dài tăng lên 22,5 km.

## Trạm đáng chú ý
Có hai trạm trung chuyển, Union và BurJuman, nơi Green Line và Red Line giao nhau, cho phép hành khách thay đổi giữa các tuyến. Green Line có kho hàng chính tại Al Qusais.
Trạm Union là một trong những ga tàu điện ngầm lớn nhất thế giới. Với diện tích 25.000 mét vuông, nó có khả năng xử lý khoảng 22.000 hành khách mỗi giờ với chiều dài 230 mét, chiều rộng 50 mét và chiều sâu 18 mét.
Ga cao nhất và lớn nhất trên tuyến Green Line là ga Al Qiyadah dọc theo đường Al Ittihad gần Trụ sở Cảnh sát Dubai. Nhà ga có sức chứa 11.000 hành khách mỗi giờ theo từng hướng.

## Mở rộng
Theo Gulfnews, kế hoạch tiếp tục mở rộng tuyến Green Line đến Academic City được chấp thuận, để phục vụ tốt hơn lợi ích của cư dân trong khu vực Silicon Oasis và International City.

## Tuyến
| Tên                                          | Tên tiếng Ả Rập               | Ghi chú                    |
| -------------------------------------------- | ----------------------------- | -------------------------- |
| Etisalat                                     | اتصالات                       |                            |
| Al Qusais                                    | اﻟﻘﺼﻴﺺ                        |                            |
| Dubai Airport Free Zone                      | المنطقة الحرة بمطار دبي       |                            |
| Al Nahda                                     | النهدة                        |                            |
| Stadium                                      | الاستاد                       |                            |
| Al Qiyadah                                   | القيادة                       |                            |
| Abu Hail                                     | أبو هيل                       |                            |
| Abu Baker Al Siddique                        | أبو بكر الصديق                |                            |
| Salah Al Din                                 | صلاح الدين                    |                            |
| Union                                        | الاتحاد                       | Chuyển sang tuyến Red Line |
| Quảng trường Baniyas                         | بني ياس                       |                            |
| Palm Deira                                   | نخلة ديرة                     |                            |
| Al Ras                                       | الراس                         |                            |
| Al Ghubaiba                                  | الغبيبة                       |                            |
| Al Fahidi                                    | الفهيدي                       |                            |
| BurJuman (trước đó tên Khalid Bin Al Waleed) | برجمان - خالد بن الوليد سابقا | Chuyển sang tuyến Red Line |
| Oud Metha                                    | عود ميثاء                     |                            |
| Dubai Healthcare City                        | مدينة دبي الصحية              |                            |
| Al Jadaf                                     | الجداف                        |                            |
| Nhánh sông Dubai                             | الخور                         |                            |